# Demon's Souls (videojuego de 2020)
Demon's Souls es un videojuego de rol de acción desarrollado por Bluepoint Games, con asistencia de Japan Studio, y publicado por Sony Interactive Entertainment. Es un remake de Demon's Souls, originalmente desarrollado por FromSoftware y publicado para la PlayStation 3 en 2009. El juego fue publicado como un título de lanzamiento para la PlayStation 5 en noviembre de 2020.

## Jugabilidad
El juego presenta armas nuevas, armadura, y los anillos y los elementos nuevos llamaron "Granos" que dan a los jugadores una resistencia provisional a efectos como veneno, fuego, y hemorragia. Como en el original, los jugadores están limitados en cuánto pueden llevar antes de que su personaje se agote, y algunos aspectos de este sistema de carga han sido ajustados. Por ejemplo, en el juego original, las hierbas curativas no tienen ningún peso, así que los jugadores potencialmente podrían llevar centenares de ellas; en el remake, estos elementos de curación ahora tienen un peso asociado con ellos de modo que la cantidad que pueden llevar los jugadores es significativamente inferior, y las hierbas más potentes pesan más que las menos eficaces. Una característica nueva, llamado "Mundo Fracturado", es un modo de espejo qué invierte el diseño de entornos. El juego también incluye un modo de foto, tras lo cual utilizándolo el juego parará, algo imposible en el original. Los filtros del modo de foto también se pueden usar durante la partida, incluyendo un filtro de modo clásico que pretende evocar la apariencia del juego original de PlayStation 3. A pesar de que la serie Souls es conocida por su dificultad, Bluepoint declaró que el remake no introduciría niveles de dificultad diferentes. La característica de creación del personaje también ha sido actualizada, con más opciones para su personalización.

## Publicación
El juego fue oficialmente anunciado el 11 de junio de 2020 en el evento de PlayStation 5. Demon's Souls fue publicado como un título de lanzamiento para PlayStation 5 el 12 de noviembre de 2020 en América del Norte y Oceanía, y en todo el mundo el 19 de noviembre de 2020. Aunque Sony decidió no manejar deberes editoriales para el juego original fuera de Japón, Sony Interactive Entertainment publicó el remake en todo el mundo. Una edición limitada para coleccionistas fue también publicada para presentar un álbum de la banda sonora y otros materiales adicionales junto a una copia del juego.

### Ventas
Demon's Souls vendió 18,607 copias físicas en su primera semana a la venta en Japón, haciéndolo el undécimo juego más vendido al por menor de la semana en el país. En el Reino Unido, Demon's Souls quedaron en el número 16 en la lista del top 20 de videojuegos más vendidos en el mes de noviembre.
El 13 de enero de 2021, el blog de PlayStation informó que Demon's Souls era el quinto videojuego más vendido para PlayStation 5 en 2020 en los Estados Unidos, Canadá, y todo Europa.